# Hygrophila anisocalyx
Hygrophila anisocalyx är en akantusväxtart som beskrevs av Raymond Benoist. Hygrophila anisocalyx ingår i släktet Hygrophila och familjen akantusväxter. Inga underarter finns listade i Catalogue of Life.